# Colobothea plagiata
Colobothea plagiata là một loài bọ cánh cứng trong họ Cerambycidae.